# PowNews
PowNews was een Nederlands televisieprogramma dat vanaf 6 september 2010 van maandag tot en met vrijdag door PowNed rechtstreeks werd uitgezonden op Nederland 3. Met ingang van het derde seizoen begon het programma om 22.45 uur. Het programma werd aanvankelijk uitgezonden vanuit Studio Plantage, vanaf 2011 vanuit Studio muzyQ.
PowNews werd gepresenteerd door Dominique Weesie of Gerben van Driel. Bijdragen kwamen van verslaggevers als Rutger Castricum, Danny Ghosen en Jan Roos. Het programma was een mengeling van nieuws en amusement, en had vaak een provocerend karakter. Op 17 mei 2013 presenteerde Bram Moszkowicz PowNews eenmalig. In 2013 riep de redactie SGP-Kamerlid Elbert Dijkgraaf uit tot PowNews politicus van het jaar.
In 2015 werd het dagelijkse actualiteitenprogramma vervangen door het wekelijkse praatprogramma Studio PowNed en in 2016 door De week van PowNed. In 2017 werd het dagelijkse vijf minuten durende programma PowNews Flits uitgezonden.